# Mise en valeur des terres incultes
La notion de mise en valeur des terres incultes (non cultivées ou dont la culture a cessé) est ancienne. On la trouve évoquée en Europe par des documents écrits et des lois depuis les grands défrichements médiévaux (XIIe et XIIe siècles[Quoi ?]), ainsi que dans les contextes coloniaux. Elle est plutôt agricole avec labour sur les sols riches, après défrichement ou éviction des grands animaux sauvages, ou  pastorale sur les sols pauvres et/ou plus secs, mais il peut aussi s'agir d'afforestation (forêt paysanne, forêt communautaire, forêt privée, …).

## Conséquences
Sur le plan économique, cette mise en valeur a tantôt été source de bénéfices agricoles, forestiers ou autres (exploitation de ressources géologiques, cynégétiques, halieutiques…) plus ou moins durables, en étant parfois source de dégradation durable des sols (sur sols pauvres, acides, secs, latéritiques…).
Sur les plans écologiques et écopaysagers, elle a été source de modifications importantes du paysage et des écosystèmes ; ainsi, en Europe, par exemple en Belgique, elle a été responsable du recul des forêts,, landes, fagnes, dunes, zones humides et de tout terrain non agricole ou non reconnu comme « forestier ». Elle a aussi encouragé le drainage et la destruction de vastes zones humides ainsi que la mise en valeur de sédiments marins qui sont devenus des polders. En Belgique, les Espagnols accordaient des concessions foncières de « fagne » ou « bruyères » en échange d'un simple défrichement pour mise en culture.

Parfois, des systèmes bocagers d'agrosylviculture extensive et/ou de pâturage extensif ont pu y entretenir une biodiversité élevée, les animaux domestiques remplaçant en quelque sorte les herbivores sauvages qui ont disparu. Cependant, les grands prédateurs y régressent ou disparaissent alors à la suite de la chasse ou du piégeage qui leur a été fait, dont en région méditerranéenne, tout en permettant une production laitière annuelle de lait de brebis de près de 9 000 000 de t dans les années 1980, soit les 3/4 de la production mondiale déclarée), non sans impacts (positifs ou négatifs selon les cas) sur la forêt méditerranéenne.

## EnFrance

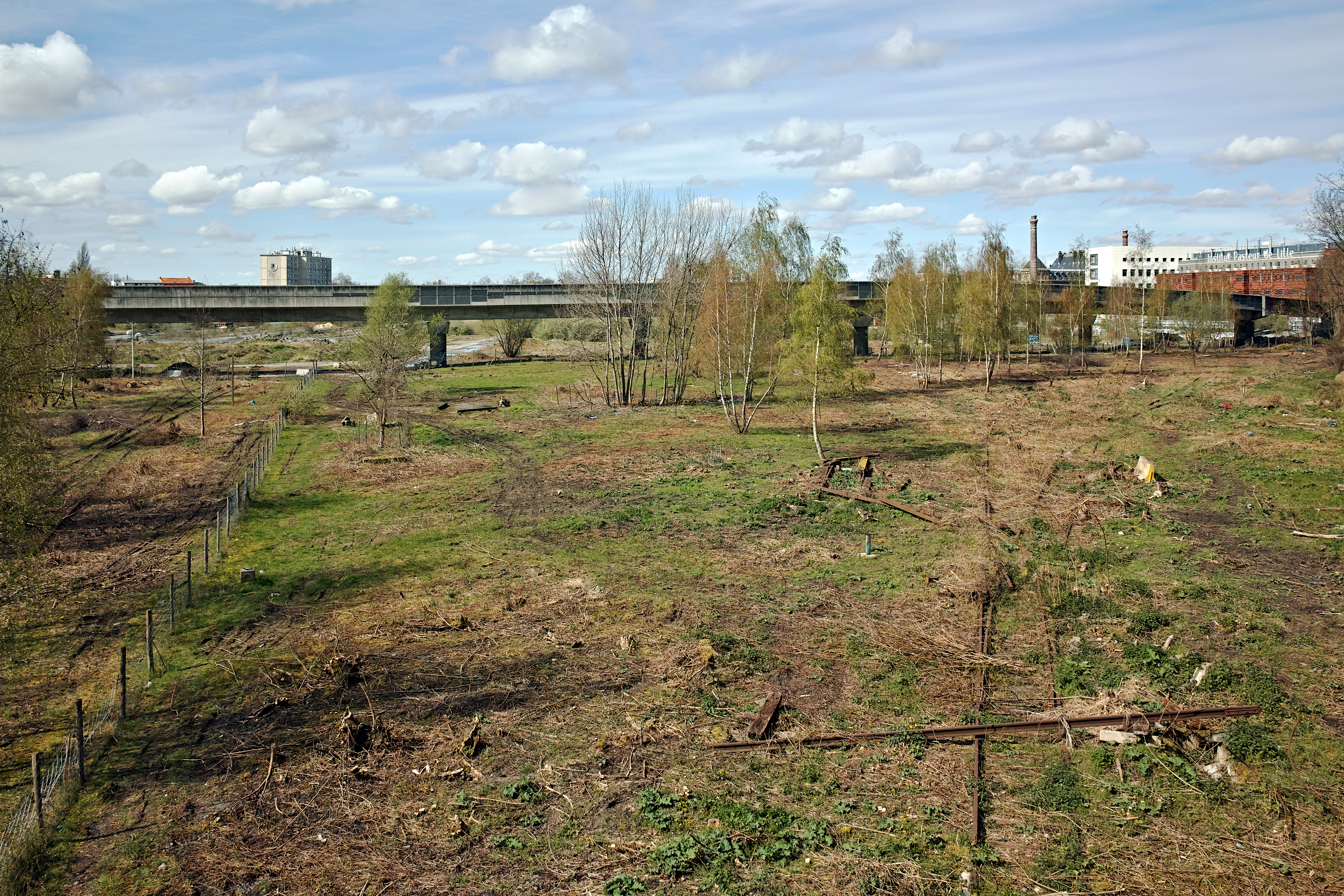
Une friche partiellement déboisée près de Lille.

La France a une longue tradition (depuis le Moyen Âge au moins) de mise en valeur de terres dites incultes (le mot inculte étant d'ailleurs souvent utilisé avec une connotation négative et pouvant être utilisé relativement au patrimoine naturel et agricole, comme au patrimoine culturel). Dans certaines régions (Camargue par exemple), ces terres incultes sont présentées par les uns comme menacées par la culture ou d'autres activités économiques, et par certains agents économiques comme menacées par leur non-valorisation par l'agriculture. La Corse a souvent également été considérée comme inculte. Avant cela, dans les Landes, l'empereur a acheté des terres incultes par milliers d'hectares, pour les faire boiser afin de les « valoriser », au détriment des bergers. C'est ainsi qu'est née la vaste forêt des Landes, qui est pour cette raison la plus pauvre de France en matière de biodiversité.
Après une période de déprise agricole, en moyenne et basse montagne en général, dans ce pays, le législateur a récemment à nouveau permis que les terres laissées « incultes » (non cultivées) par le titulaire de leur « droit d'exploitation » durant plus de trois ans puissent être mises à disposition de tiers afin que ceux-ci les mettent en valeur. Ceci vaut aussi pour des terres « manifestement sous-exploitées » depuis au moins trois ans.
Il s'agit d'éviter de laisser inexploitée la capacité productive, et éventuellement dans un même temps, d'éviter les « nuisances » potentiellement créées par la présence de fonds inexploités dont la prolifération d'espèces végétales et animales jugées indésirables et souvent dites « nuisibles ».
Cette procédure reste marquée par son caractère exceptionnel, elle est rarement mise en œuvre, en raison de l'atteinte au droit du propriétaire de jouir, d'user ou de ne pas user de son bien ou parce qu'elle s'oppose aux jachères longue-durée (cinq ans et plus). Il est d'autre part parfois difficile d'apprécier la notion de « manifestement sous-exploitée » (par exemple dans les régimes d'extensification des pratiques visant à limiter l'appel aux engrais et pesticides, ou à laisser au sol le temps de se restaurer.

Dans la pratique, la priorité semble, alors, toujours laissée au propriétaire de réagir et de mettre en valeur (ou de faire exploiter) ses fonds. Ce n'est qu'à défaut de réactions de sa part qu'un titre d'exploitation sera accordé à un tiers.